# Ramulus granulatus
Ramulus granulatus är en insektsart som först beskrevs av Tokuichi Shiraki 1935.  Ramulus granulatus ingår i släktet Ramulus och familjen Phasmatidae. Inga underarter finns listade i Catalogue of Life.